# Cerodontha nitidiventris
Cerodontha nitidiventris är en tvåvingeart som beskrevs av Malloch 1934. Cerodontha nitidiventris ingår i släktet Cerodontha och familjen minerarflugor. Inga underarter finns listade i Catalogue of Life.